# La Dame brune
La Dame brune je píseň nahraná roku 1967 francouzským zpěvákem Georgesem Moustakim a šansoniérkou Barbarou.
Píseň byla vydána na albu s názvem Ma plus belle histoire d'amour ve vydavatelství Philips Records. Autorem hudby byl Georges Moustaki a textaři oba interpreti.
Roku 2010 nazpívala tuto píseň s názvem Stará píseň na svém albu Mlýnské kolo v srdci mém s českým textem Jaromíra Nohavici česká šansoniérka Hana Hegerová spolu s autorem textu.